# José Ricardo Díaz Pardeiro
José Ricardo Díaz Pardeiro (Valle de Oro, Lugo, 19 de noviembre de 1944 - La Coruña, 7 de marzo de 2022) fue un escritor e historiador español.

## Biografía
Díaz Pardeiro destaca por la publicación, a lo largo de su carrera, de diversos libros y trabajos de investigación histórica de reconocido prestigio, así como numerosas colaboraciones en periódicos como La Voz de Galicia y La Opinión de La Coruña, en los que ha analizado la historia de esta ciudad.
Díaz Pardeiro fue uno de los pioneros gallegos en aplicar la sociología histórica al análisis de una sociedad, tomando como fuente histórica El Teatro, una manifestación del ocio y del tiempo libre que servirá para estudiar la sociedad coruñesa desde 1882 a 1915, con resultados semejantes a los utilizados con otras fuentes económicas o políticas.
Ha colaborado en los estudios sobre la figura del dramaturgo coruñés Don Manuel Linares Rivas, dirigidos por Fidel López Criado, Profesor Titular de Literatura Española de la Universidad de La Coruña. 
Ha realizado un ensayo sobre la figura de Wenceslao Fernández Flórez, "Un Escritor de Pensamiento Liberal", en el que estudia la ideología del escritor de Cecebre a raíz de su obra “El Malvado Carabel”, que confirma el talante liberal y crítico de Fernández Flórez, en contraposición con la idea que de él se tenía de ser un escritor de pensamiento ultra conservador.
Fue catedrático de Geografía e Historia en el IES Eusebio da Garda de La Coruña.

## Libros
- La vida cultural en La Coruña: El Teatro, 1882-1915[2]
- Crónicas coruñesas[3][4]
- Miscelánea coruñesa[5]